# Metal Wolf Chaos
Metal Wolf Chaos — видеоигра в жанре шутера от третьего лица, разработанная японской студией FromSoftware для консоли Xbox в 2004 году. Изначально игра вышла только в Японии.
Игрок в роли вымышленного президента США Майкла Уилсона, управляющего мехом, должен остановить козни вице-президента США Ричарда Хоука и его армии военных-предателей.
Ремастер игры, Metal Wolf Chaos XD, был издан Devolver Digital во всём мире в 2019 году.

## Игровой процесс
Игра представляет из себя шутер от третьего лица. Игрок управляет бронированным мехом с большим арсеналом оружия. Он должен пробиваться через разрушаемое окружение, заполненное вражеской пехотой, танками и вертолётами. Цель каждой миссии — уничтожить всех врагов, в некоторых миссиях время ограничено. Кроме того, на каждом этапе есть дополнительные цели — спасение заложников и сбор энергетических капсул. Спасение заложников открывает музыкальные композиции в плеере игры и специальное оружие, а энергетические капсулы дают игроку дополнительную защиту от вражеских атак. Для ускорения передвижения игрок может совершать рывки, однако чрезмерное использование рывков приводит к расходу энергии щитов.
В игре имеется более сотни уникальных видов оружия, от пистолетов до ракет класса «земля-воздух», но одновременно можно использовать только восемь. Оружие можно купить за деньги, собираемые на каждом этапе. При быстром уничтожении врагов начнёт действовать бонус за серию убийств, награждающий игрока дополнительными очками.

## Сюжет
Действие игры происходит в конце первой четверти XXI века. В США идут беспорядки, а экономика терпит крах. Военные совершают государственный переворот во главе с вице-президентом Ричардом Хоуком, и им удаётся взять под контроль все государственные институты страны. В это время Майкл Уилсон занимает пост 47-го президента США. Уилсон, понимая, что он — последняя надежда страны на свободу, надевает специальный мех, втайне разработанный военными, и вместе со своим секретарём Джоди Кроуфорд вступает в борьбу с Хоуком и его армией.
Уилсон прилетает на западное побережье США на борту номер один и начинает освобождать города и аванпосты, перемещаясь с запада на восток по всей стране. После освобождения Белого дома, Уилсон в погоне за Хоуком отправляется в Лас-Вегас, однако Хоук, воспользовавшись шаттлом, сбегает на космическую станцию, планируя в отместку запустить ядерную ракету по Соединённым Штатам. Уилсон и Хоук сражаются в космосе. В конечном итоге Уилсон побеждает Хоука и спасает страну от ядерного уничтожения.

## Разработка и выпуск
В 2001 году компания Microsoft выпустила консоль Xbox, которая пользовалась успехом в западных регионах, но не прижилась в Японии и других азиатских регионах. Стремясь поддержать Xbox в Японии, Microsoft наняли FromSoftware для разработки эксклюзивной игры для Xbox. В то время FromSoftware была известна в основном по серии игр Armored Core. Игра была разработана командой, ответственной за серию игр Otogi, а команда, отвечавшая за Armored Core, помогала при проектировании игрового процесса.
В качестве сеттинга были выбраны США недалёкого будущего . FromSoftware тесно сотрудничала с расположенным неподалеку японским офисом Microsoft, что позволило внести в игру американский контекст и юмор, однако в первую очередь игра рассчитывалась на японскую аудиторию. В интервью на выставке E3 2019 продюсер FromSoftware Масанори Такэути вспоминал, что они стремились привлечь как американскую, так и японскую аудиторию: «это Америка в представлении японцев. Она полностью вымышленна, но в то время мы именно так представляли себе американскую культуру и героев комиксов. Соединив всё вместе, у нас получился президент, управляющий меха. По-моему японцы смотрят на Америку примерно так же, как американцы представляют себе японских ниндзя — это в некотором роде одна и та же идеология, одна и та же фантастика, так что это работает в обе стороны». Один из сотрудников Microsoft предложил название Metal Wolf Chaos, полагая, что ритмичное название из трех слов понравится западной аудитории.
Разработка Metal Wolf Chaos заняла от восьми до одиннадцати месяцев, и 22 декабря 2004 года игра была выпущена эксклюзивно в Японии. FromSoftware также выпустила саундтрек и модели оружия в ограниченном количестве. Игра продавалась не так хорошо, как ожидал продюсер Масанори Такэути.
FromSoftware намеревалась локализовать игру по всему миру, а североамериканский релиз с поддержкой Xbox Live планировался на 2005 год. FromSoftware не стала комментировать причину отмены локализации. По словам Зака Хантли из Kakehashi Games (японский издатель, работавший с Devolver Digital над ремастером 2019 года), из-за длительного периода разработки игры её выпуск пришелся на конец жизненного цикла Xbox, и Microsoft уже переключила своё внимание на Xbox 360. В 2018 году FromSoftware подтвердила, что причиной отмены локализации стал политический климат, сложившийся после терактов 11 сентября. Такэути выразил сожаление по поводу того, что не смог обеспечить обещанный мировой релиз игры.

## Metal Wolf Chaos XD
Со временем игра приобрела культовый статус. По словам Такэути, до него доносились слухи о том, что западная аудитория просит выпустить эту игру, но он не мог понять, почему они хотят поиграть в старую игру для Xbox, которая не была выпущена в их регионе. В 2016 году американский издатель Devolver Digital опубликовал в «Твиттере» сообщение с предложением помочь в локализации Metal Wolf Chaos. Реакция фанатов на это сообщение побудила студию начать переговоры с издателем. Портированием занималась компания General Arcade при содействии FromSoftware. В проекте также принимала участие японская компания Kakehashi Games, помогающая независимым разработчикам издавать свои игры в Японии. Приоритетной задачей быловыпустить игру в том виде, в котором она была изначально, улучшив при этом графику, и, по возможности, добавив дополнительные сюжетные миссии.
Ремастер был анонсирован на выставке E3 2018. Из нововведений: увеличенное разрешение и поддержка широких экранов, улучшенные текстуры и визуальные эффекты, а также некоторые улучшения в геймплее, при этом использовалась оригинальная английская озвучка. Игра была запланирована к выходу в 2018 году на Windows, PlayStation 4 и Xbox One по всему миру, но была отложена до 6 августа 2019 года.

## Оценки и мнения
| Иноязычные издания | Иноязычные издания |
| Издание            | Оценка             |
| ------------------ | ------------------ |
| 1UP.com            | B-                 |
| Famitsu            | 30/40              |

| Сводный рейтинг    | Сводный рейтинг                     |
| Агрегатор          | Оценка                              |
| ------------------ | ----------------------------------- |
| GameRankings       | 65,37 %                             |
| Metacritic         | PC: 65/100 PS4: 63/100 XONE: 55/100 |
| Иноязычные издания |                                     |
| Издание            | Оценка                              |
| Destructoid        | 7,5/10                              |
| Eurogamer          | Recommended                         |
| GameRevolution     | [ 24 ]                              |
| GameSpot           | 4/10                                |
| IGN                | 5,5/10                              |
| Push Square        | 6/10                                |
| The Guardian       | [ 28 ]                              |

И оригинал, и его ремастер получили смешанные отзывы.